# 西滨镇 (尤溪县)
西滨镇，是中华人民共和国福建省三明市尤溪县下辖的一个乡镇级行政单位。

## 行政区划
西滨镇下辖以下地区：
鲈江社区、西洋村、三连村、下墩村、过溪村、双洋村、西芹村、际后村、厚丰村、彩城村、科竹村、后坪村、乐洋村、演溪村、坂兜村、刘坂村、七里村、雍口村、华兰村、七斗村、彭坑村和彩洋村。

## 中国传统村落
2012年，厚丰村被评为首批“中国传统村落”。